# Štolmířská
Štolmířská je ulice v Hloubětíně na Praze 14, která spojuje ulici V Chaloupkách a Horoušanskou. Stáčí se směrem k severovýchodu. Protíná ji ulice Klánovická.
Nazvána je podle středočeské obce Štolmíř u Českého Brodu v okrese Kolín, kde se podle Dalimilovy kroniky podrobil zlický kníže Radslav svatému Václavovi. Ulice vznikla a byla pojmenována v roce 1931. V době nacistické okupace v letech 1940–1945 se německy nazývala Stolmirscher Straße.
Zástavbu tvoří převážně rodinné domy. Ulice se stejným názvem se nachází v Českém Brodě.

## Budovy a instituce

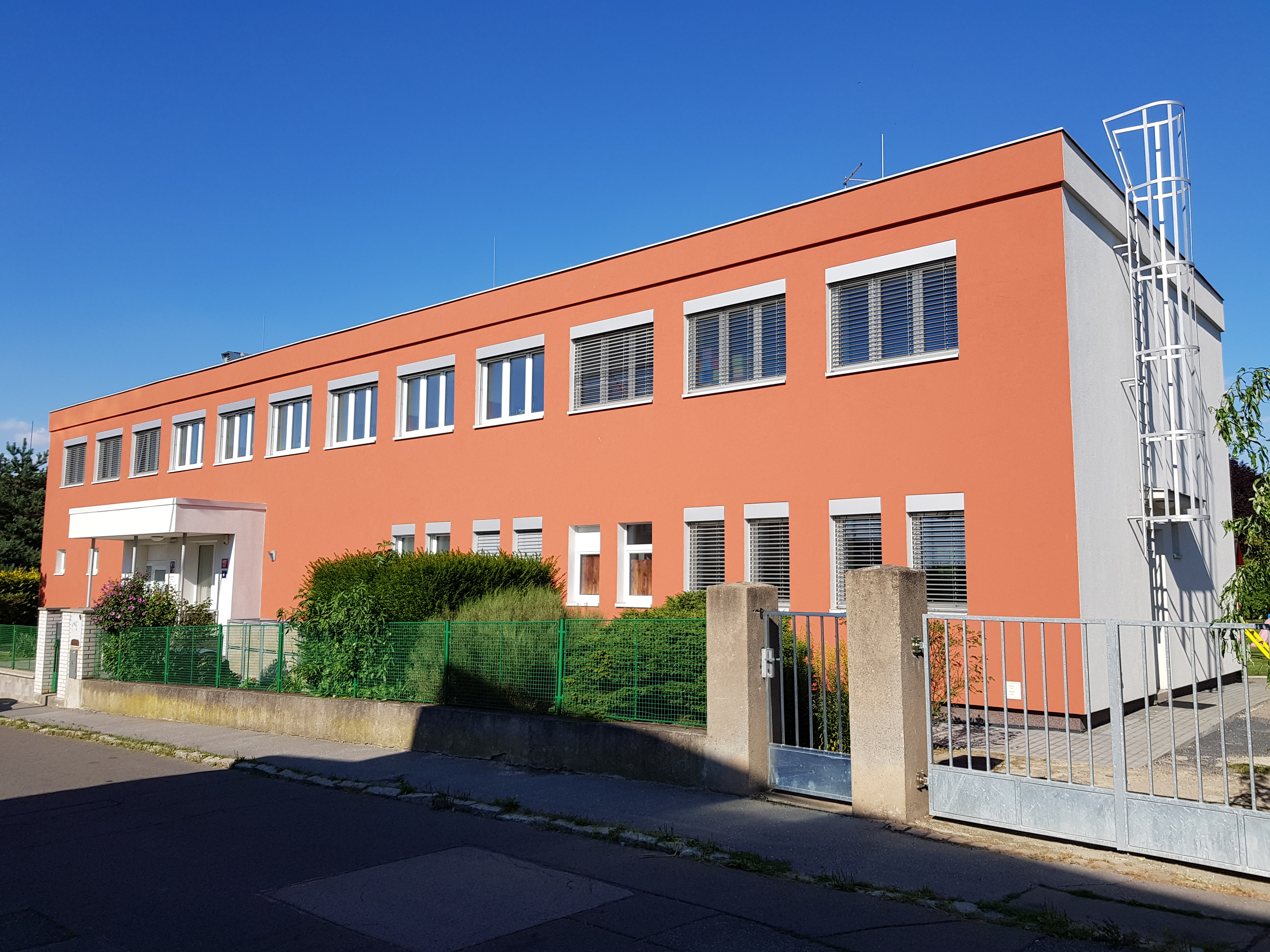
Mateřská škola Štolmířská

- Mateřská škola Štolmířská, Štolmířská 602/4[5]